# Valdaone
Valdaone település Olaszországban, Trento megyében. A Comunità delle Giudicarie (németül: Gemeinschaft der Judikarien) völgyközösséghez (olaszul: comunità di valle, németül: Talgemeinschaft) tartozik. Lakosainak száma 1152 fő (2023. január 1.). Valdaone Borgo Chiese, Breno, Castel Condino, Ceto, Cevo, Massimeno, Pelugo, Pieve di Bono-Prezzo, Porte di Rendena, Saviore dell’Adamello, Sella Giudicarie, Spiazzo és Strembo községekkel határos.

## Történelme
2015. január 1-jén jött létre Bersone, Daone és Praso települések egyesülésével.

## Népesség
A település népességének változása:
| Lakosok száma | 1188 | 1177 | 1152 |
|               | 2017 | 2018 | 2023 |

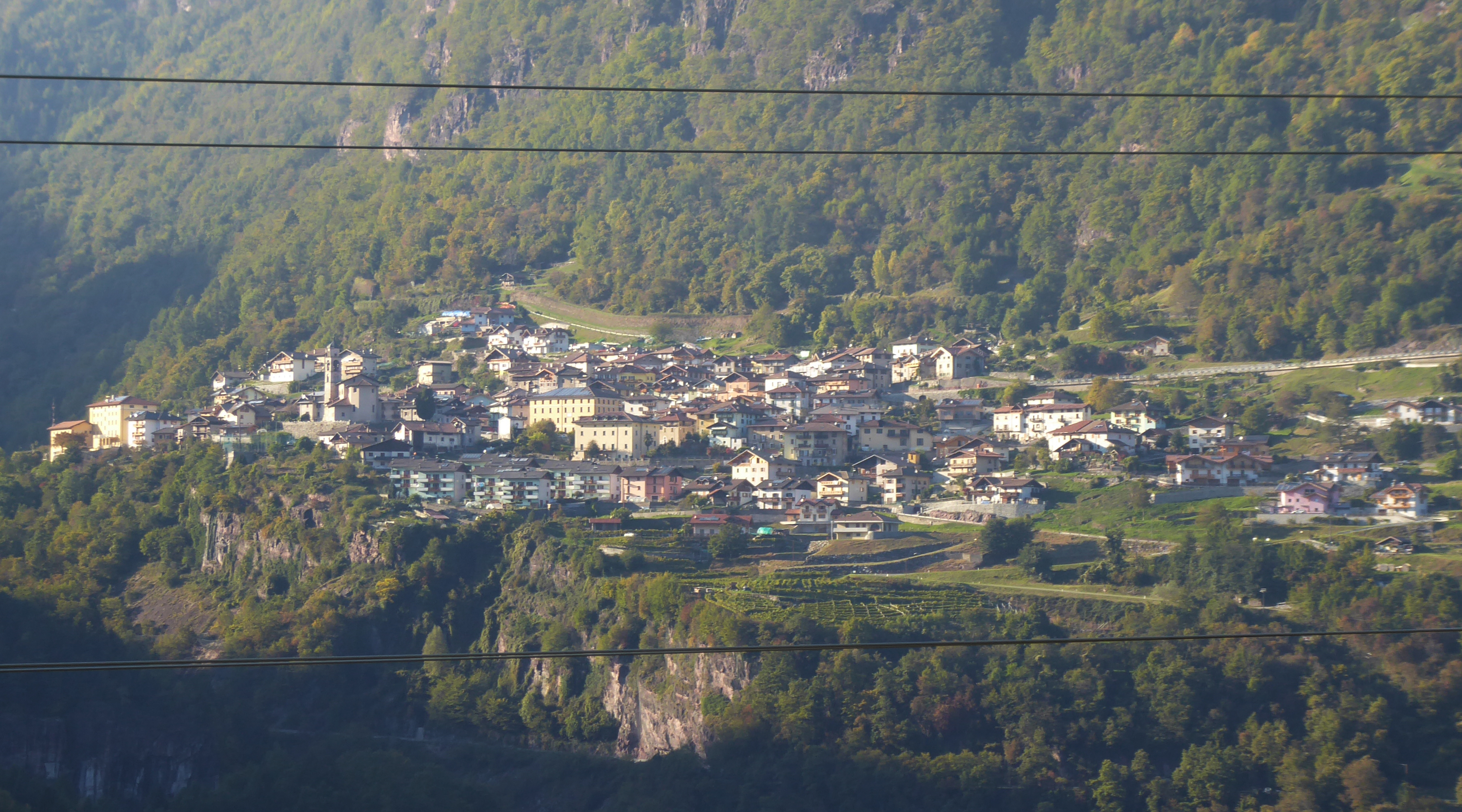
Daone
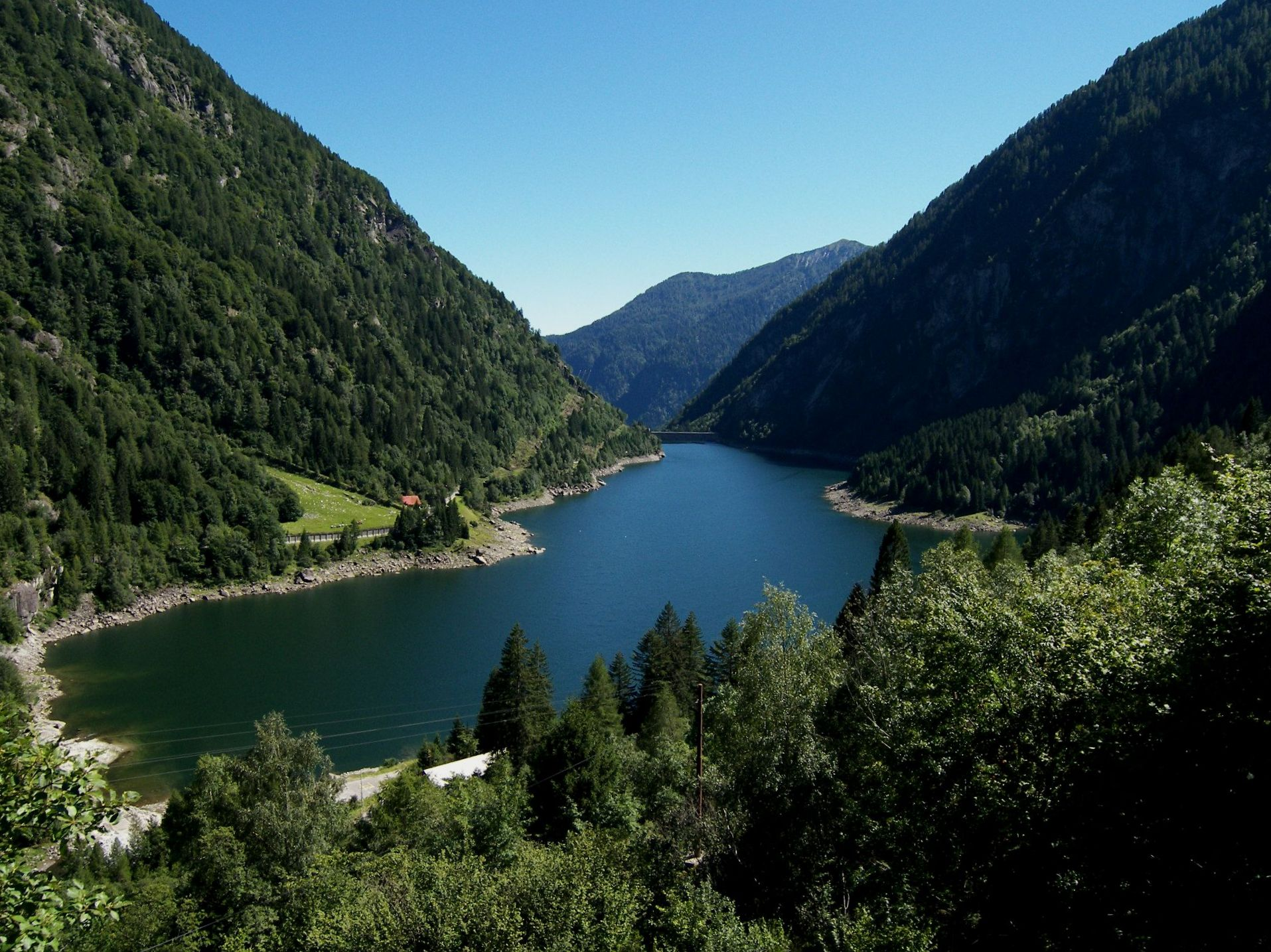
Lago di Malga Boazzo
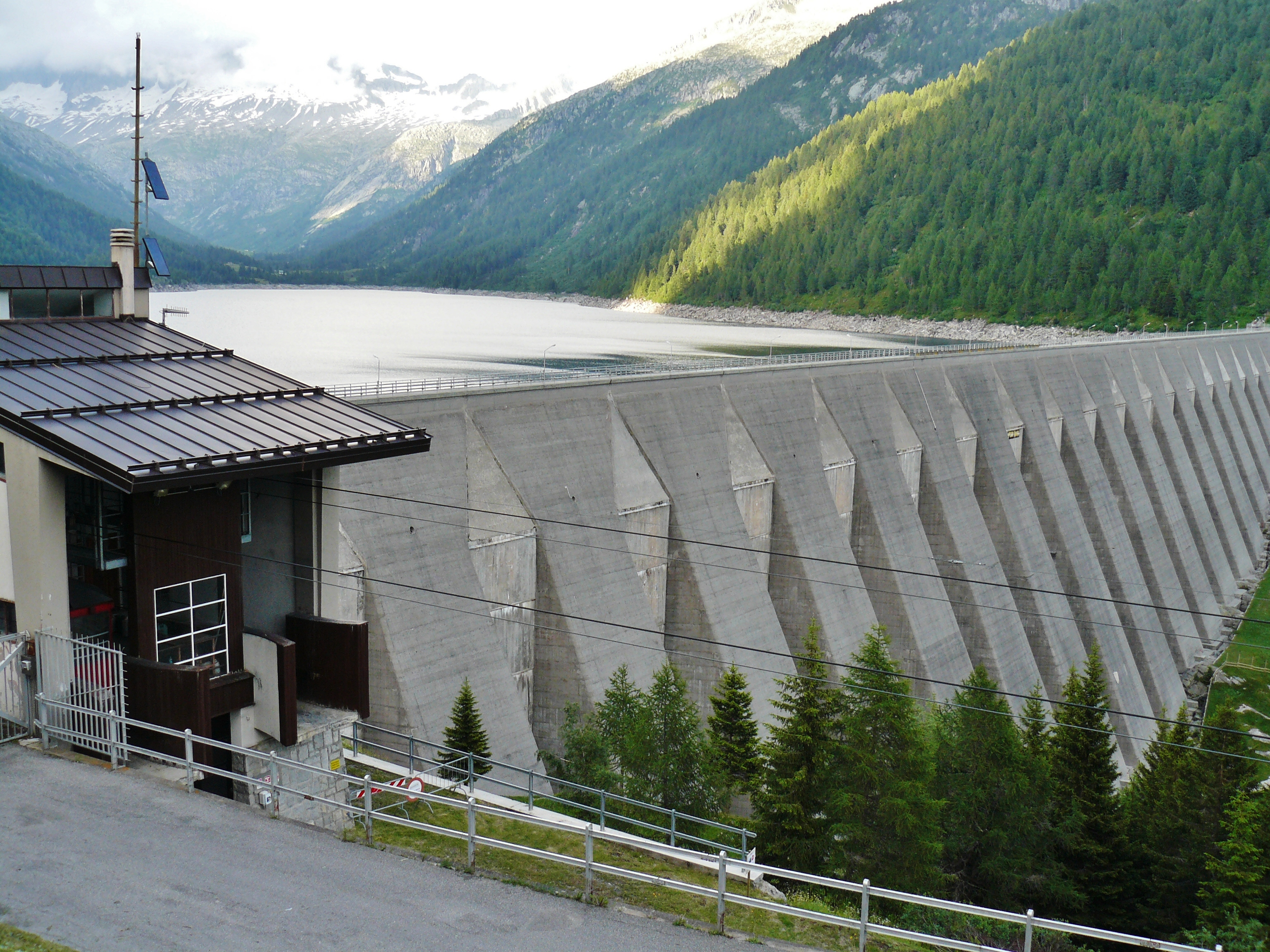
Bissina tározótó
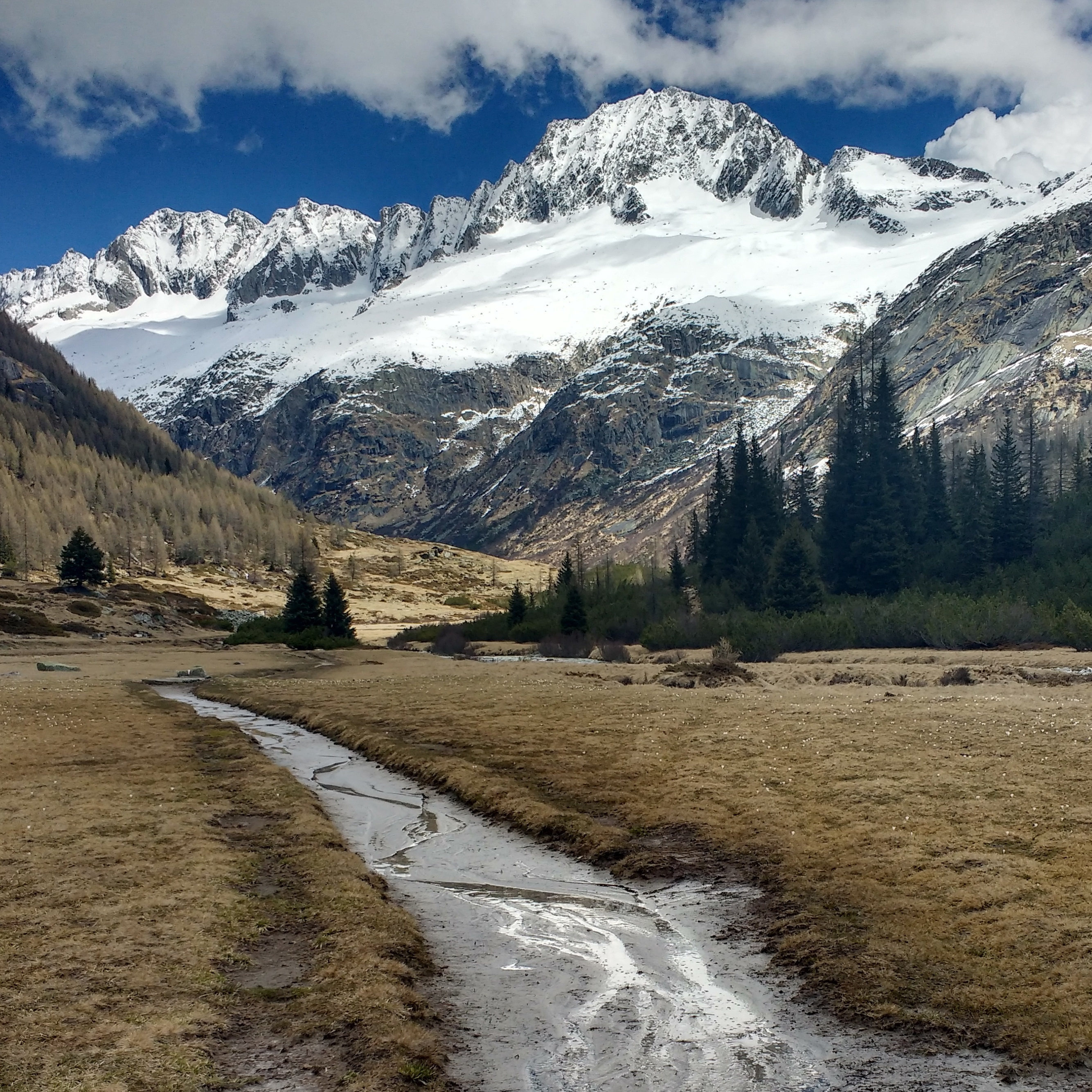
Val di Fumo és Carè Alto